# Квантас
Квантас (енгл. Qantas Airways Limited) је национална и највећа аустралијска авио-компанија са седиштем у Сиднеју. Тренутно је трећа најстарија авио-компанија на свету, иза холандског КЛМ–а и колумбијске Авијанке и 13. у свету по броју превезених путника.
Квантас је на енглеском скраћеница за Queensland And Northern Territory Aerial Services (или на српском: Авиоуслуге Квинсленда и Северне територије).

## Историја
Основана је 1920. као Queensland and Northern Territories Aerial Service (QANTAS) у малом месту, Винтон у Квинсленду. Тренутно је трећа најстарија авио-компанија на свету. Већ 1921. седиште те компаније је пребачено у Лонгрич (4500 становника) што је 180 km југоисточно од Винтона. А 1929. је опет пребачен у Бризбејн. Од 1934. компанија носи назив Qantas Empire Airways. Тек од 1967. настаје назив Qantas Airways. На самом почетку летели су само у регионална одредишта, да би од 1934. у сарадњи са Импиријал ервејзом покренули међународне линије и то прво за Сингапур. Од 1945. први пут лете за Лондон у сарадњи са Авро Ланкастријан. Лет Сиднеј - Лондон и данас носи ознаку QF 1. Први млазни авион је купљен 1959. и то Боинг 707-138Б који замењује Локид констелејшн, набављен 1954. Први Боинг 747 је купљен 1971. и почиње се користити на линијама за Нови Зеланд, Далеки исток, Северну Америку и Африку.
Квантас је до 1990их летео ка већем броју дестинација у Европи укључујући и Београд.

## Редовне линије
За више информација погледајте: Редовне линије Квантаса
Квантас лети на 20 домаћих дестинатија и 21 међународној дестинацији у 14 земаља Азије, Америке, Африке, Европе и Океаније, не рачунајући дестинације филијала авио-компаније.

### СитиФлајер
Квантас рекламира све директне летове између Аделејда, Бризбејна, Канбере, Мелбурна, Перта и Сиднеја као Квантас Ситифлајер.

### Туристички летови над Антарктиком
Квантас нуди туристичке чартере до Антарктика. Први туристички лет за Антарктик датира из 1977. Након што се Ер Њу Зеланд лет 901 срушио 1979. на Еребус, Квантас је на неколико године обуставио туристичке летове ка Антарктику, да би их поново почео организовати 1994.

## Флота
Од септембра 2014. године флота Квантаса састоји се од следећих авиона:
| Авион           | У употреби         | Седишта (Прва/Пословна/ Премијум економска/Економска)*              | Дестинације                                                       | Напомене                                                                                       |
| --------------- | ------------------ | ------------------------------------------------------------------- | ----------------------------------------------------------------- | ---------------------------------------------------------------------------------------------- |
| Боинг 737-800   | 70 (7 наручених)   | 168 (–/12/–/156)                                                    | Унутар Аустралије, регионалне дестинације                         | Укључује 8 авиона које користи Jetconnect; Ентеријер свих авиона ће бити преуређен од 2015. године.      |
| Боинг 747-400   | 7                  | 353 (14/52/32/255) 364 (–/58/36/270) 371 (–/56/40/275)              | Европа, Азија, Африка, Северна Америка, Јужна Америка, Аустралија | Три летелице ће бити избачене из употребе до 2016. године; Замена за овај модел је Ербас А380. |
| Боинг 747-400ER | 6                  | 364 (–/58/36/270)                                                   | Лос Анђелес, Сан Франциско, Њујорк, Далас                         | Све летелице биће замењене Ербасом А380 од 2018. г.                                            |
| Боинг 767-300ER | 13                 | 254 (–/30/–/224) 250 (–/30/–/220) 229 (–/25/–/204) 227 (–/25/–/202) | Унутар Аустралије, Океанија, Азија                                |                                                                                                |
| Ербас А330-200  | 12 (5 наручених)   | 235 (–/36/–/199) 301 (–/36/–/265) 304 (–/36/–/268)                  | Међународне линије                                                | Нови ентеријер од 2014. г.                                                                     |
| Ербас А330-300  | 10                 | 297 (–/30/–/267)                                                    | Регионалне и домаће                                               | На летелицама за домаћи саобраћај нови ентеријер од 2014. г.                                   |
| Ербас А380-800  | 12 (8 наручених)   | 484 (14/64/35/371)                                                  | Кенгурска рута (преко Дубаија), Северна Америка                   | Ушао у употребу 20. октобра 2008. Испорука преосталих летелица одложена до 2020. г.            |
| Укупно          | 132 (20 наручених) |                                                                     |                                                                   |                                                                                                |

* Прва Класа и Премијум Економска Класа су понуђене на одабрани авионима.
По подацима из марта 2014. године, Квантас и подкомпаније у оквиру Квантас групе располажу флотом од 313 авиона. Кватасов код за поруџбине код Боинга је 38. Овај код се види само на Боинг авионима као што је Боинг Б747-438.
Компанија Квантас је дала надимке (посебна имена) својим авионима још 1926. године, и то је остала пракса до данас. Та имена су била инспирисана грчким боговима, звездама, људима из ваздухопловне историје Аустралије, као и природа и птице Аустралије. Од 1959. године већина авиона су добили име по градовима у Аустралији.
Квантас такође има два авиона обојена у уметничке шаре аустралијских староседелаца: Вунала Дриминг (Wunala Dreaming – Боинг 747-438ЕР VH-OEJ) и Јананји Дриминг (Yananyi Dreaming – Боинг 737-838 VH-VXB). У употреби је била још једна летелица са оваквим шарама, Наланји Диминг (Nalanji Dreaming – Боинг 747-338 VH-EBU), али је авион изашао из употребе 2007. године.